# Helvella latispora
Helvella latispora (Jean-Pierre Bergeret, 1783 ex Émile Boudier, 1898) din încrengătura Ascomycota, în familia Helvellaceae și de genul Helvella este o specie saprofită de ciuperci necomestibile, destul de rară, fiind o descompunătoare ulterioară. O denumire populară nu este cunoscută. Această specie trăiește în România, Basarabia și Bucovina de Nord sociabil în grupuri mai mari sau mai mici, nu rar doar solitar, pe soluri umede, adesea pe mușchi, în păduri de foioase și în cele mixte mixte precum în spațiul deschis cu pământ noroios, de exemplu la margini de drumuri și străzi. Apare de la câmpie la deal din (aprilie) mai până în septembrie (octombrie).

## Taxonomie

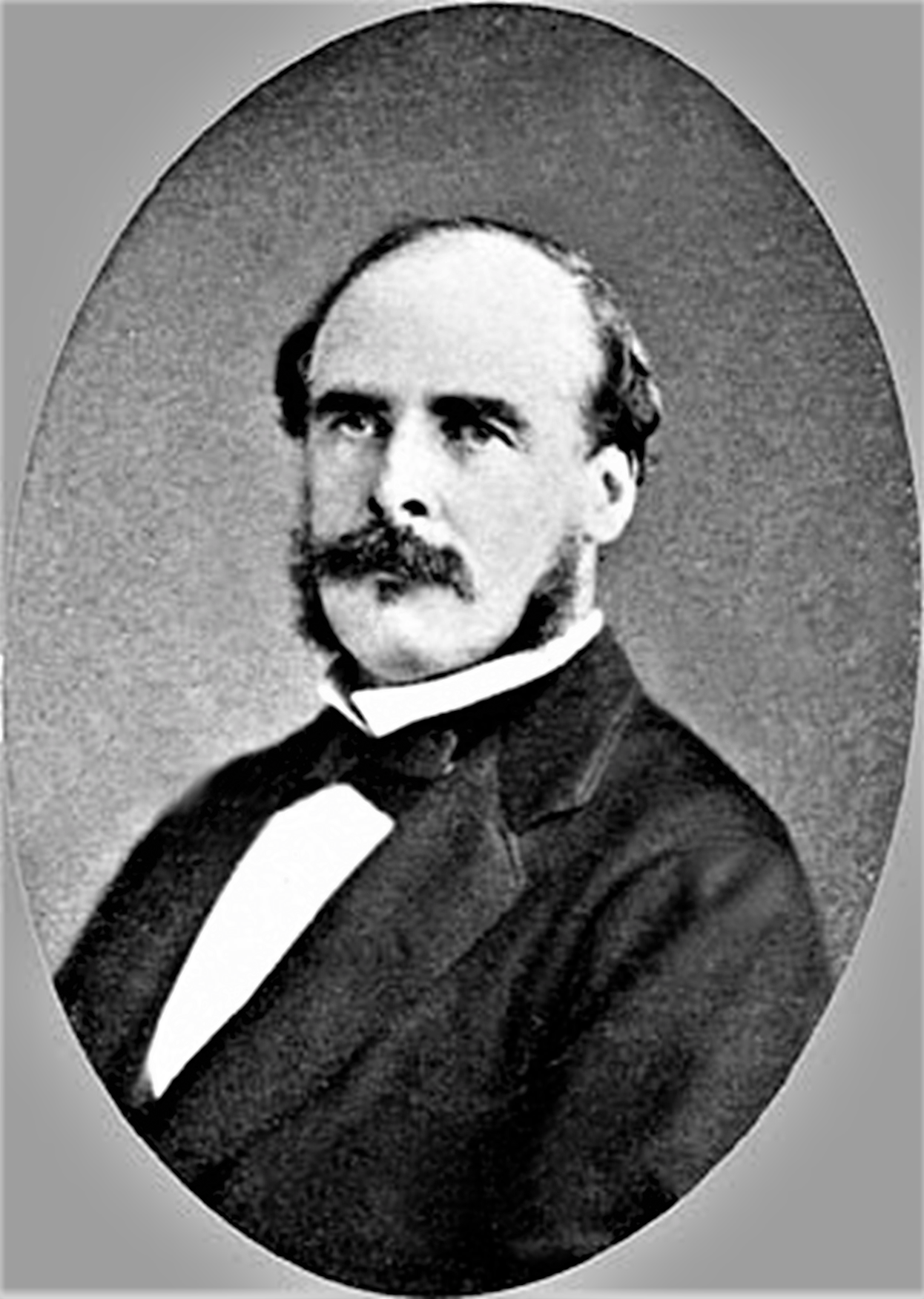
Émile Boudier

Numele binomial a fost determinat drept Helvella levis de botanistul francez Jean-Pierre Bergeret (1751-1813), în volumul 1 al operei sale  Phytonomatotechnie Universelle, c'Est-À-Dire l'Art de Donner Aux Plantes Des Noms - Tirés de Leurs Caractères  din 1783.
Apoi, în 1898, compatriotul său Émile Boudier a transferat specia corect la genul Helvella sub păstrarea epitetului, de verificat în  volumul 14 al jurnalului micologic Bulletin de la Société Mycologique de France , fiind numele curent valabil (2024).
Micologul american Charles Horton Peck a descris specia sub numele  Helvella stevensii care într-adevăr este folosit de câțiva micologi compatrioți ai lui. 
Sinonimele Leptopodia latispora a lui Émile Boudier precum Leptopodia stevensii a micologei, de asemenea franceze, Marcelle Louise Fernande Le Gal (1895-1979) sunt acceptate, dar termenul Leptopodia nu este folosit actual. Alte încercări de redenumire nu au fost făcute.
Epitetul specific este derivat de la cuvântul latin (latină ephippium= șa, pătură de călărie), datorită aspectului corpului fructifer.

## Descriere

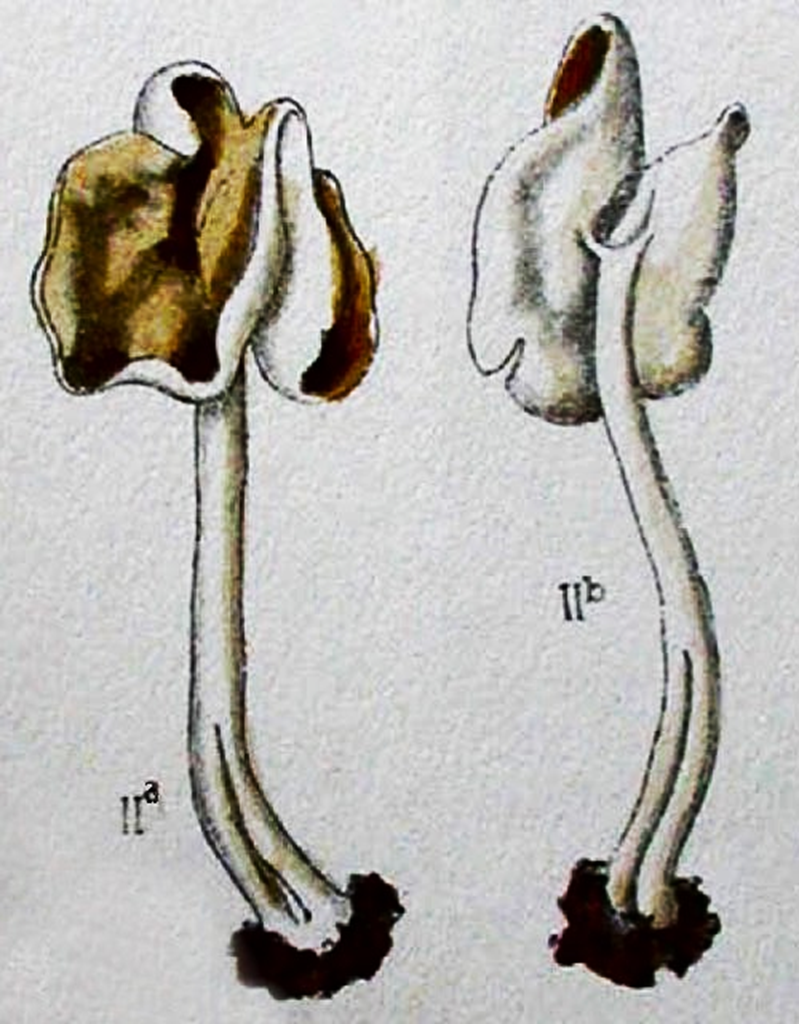
Boudier - Helvella latispora

- Corpul fructifer: cu o înălțime de 3-8 cm și un diametru  de 2-5,5 cm este inițial comprimat în formă de cupă, mai târziu înșeuat sau răsucit înșeuat cu trei lobi, în cele din urmă conivent-înșeuat (două sau trei urechi înclinate împreună), adesea apar și forme neregulate sau topite. Himeniul (partea inferioară) netedă cu marginea mereu ondulată spre himeniu, foarte puternic când buretele este tânăr, niciodată complet aplatizată când este mai în vârstă, este de un colorit destul de variabil care poate fi albicios proaspăt, gri-albicios, de culoare crem, ocru pal, de cafea cu lapte, în timpul uscării ușor cenușiu-maroniu, iar odată uscat maro mediu până la brun închis. Partea sterilă exterioară, albă până la albicios-gălbuie este fin păroasă, pâsloasă, fin viloasă (mai ales la margine).
- Piciorul: de 0,6-6 (7) cm înălțime și de 0,3-1 (1,5) cm grosime în formă de colonetă până comprimată, este la început împăiată, apoi tubulară gol pe dinăuntru. Suprafața albicioasă, uneori brăzdată slab, odată uscată adesea cu striuri longitudinale, este ușor brumată până foarte fin păroasă și prezintă la baza cu gropițe mici un miceliu alb și dens.
- Carnea: otrăvitoare când odată ingerată crud, este albicioasă, subțire, fragilă, în picior ceva mai elastică, având un miros imperceptibil precum un gust blând dar nesemnificativ.[4][5]
- Caracteristici microscopice: are spori netezi, elipsoidali sau lat elipsoidali, mai rar sub-fusiformi până la alungit elipsoidali, fără sau cu gutulații minimale la vârfuri, cu o picătură mare uleioasă în centru, având o mărime de 16,5 (17,5)-21, (24,8) x (9,8) 11-15,1 microni. Pulberea lor est albă. Ascele cilindrice care poartă 8 spori fiecare măsoară 256- 330 x 13-18,7 microni. Au o baza nu furcată si finalizată doar de un sept, adesea cu asce împotriva axului lung, cu spori neregulați si orientați diferit precum spori elipsoidali transversali, apărând rotunjiți priviți de sus. Vârfurile parafizelor (celule sterile între asce) clavate, late de 2,8-8,8 µm, hifele terminale de 80-175 µm, sunt hialine, mai mult sau mai puțin cilindrice, ceva clavat îngroșate. Adesea se poate constata în curbura exterioară a celulelor terminale un colorit brun slab. Excipul (țesut marginal circular care formează bordul apoteciilor) mediu de 150-250 µm lărgime, tânăr cu o textura intricata (textură împletită), are hife foarte slab gri-brun-hialine de 3-9 µm grosime și hife de sevă de până la 20 µm, pereții fiind cu 0,6-2,2 µm moderat groși. Excipul exterior constând din textura angularis (structură tisulară formată din celule scurte, +/- poligonale) au o dimensiune de 110-270 µm cu celule marginale la un nivel, palisadele părții exterioare fiind netede. Celulele interioare cilindrice (prismatice) până globuloase măsoară 11-50 x 6-24 (43) µm, iar cele terminale 12-55 x 7,5-25 µm. Cu toate sunt în total translucide. Sub influența de diverși reactivi chimici se decolorează albastru.[3][5]
- Reacții chimice: nu sunt cunoscute.[5]

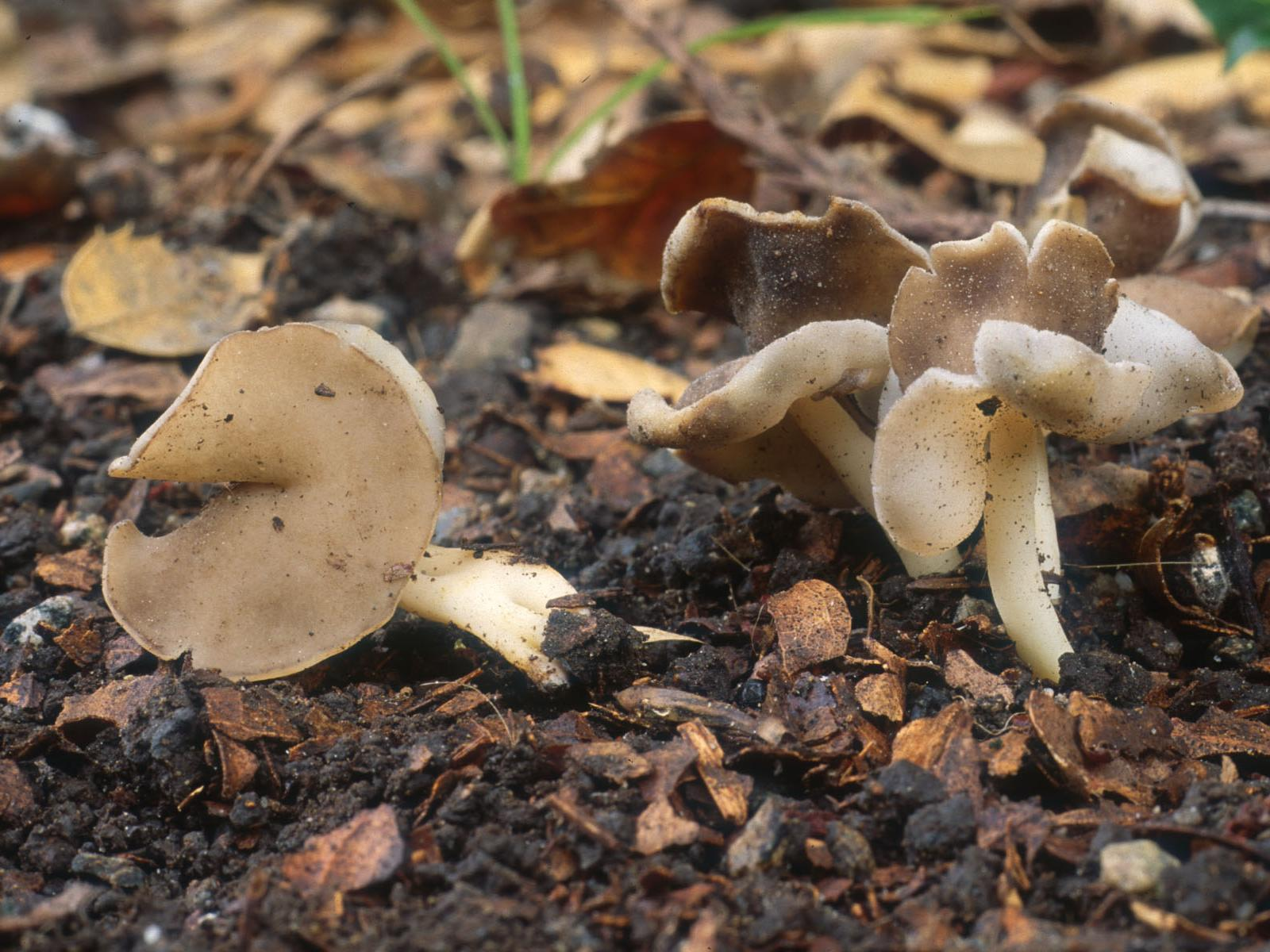
H. latispora mai tânără și 2 mature
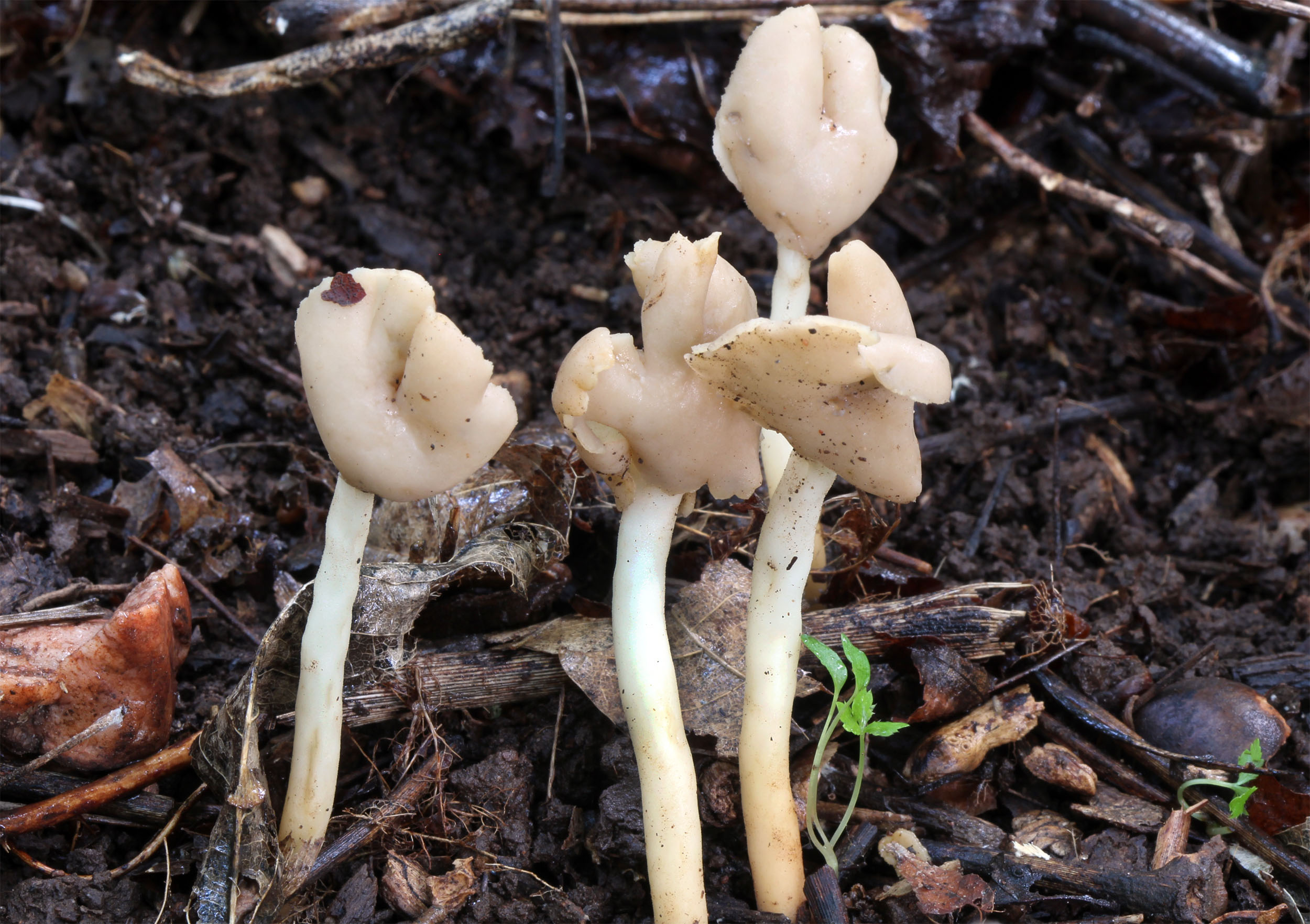
H. latispora albicioase

## Confuzii
Helvella latispora poate fi confundată cu specii asemănătoare, cu toate de comestibilitate restrânsă, în special cu surata ei Helvella ephippium (necomestibilă),, dar de asemenea, cu Helvella albella, Helvella compressa, Helvella crispa (comestibilă), Helvella elastica sau Helvella lactea.

## Specii de ciuperci asemănătoare

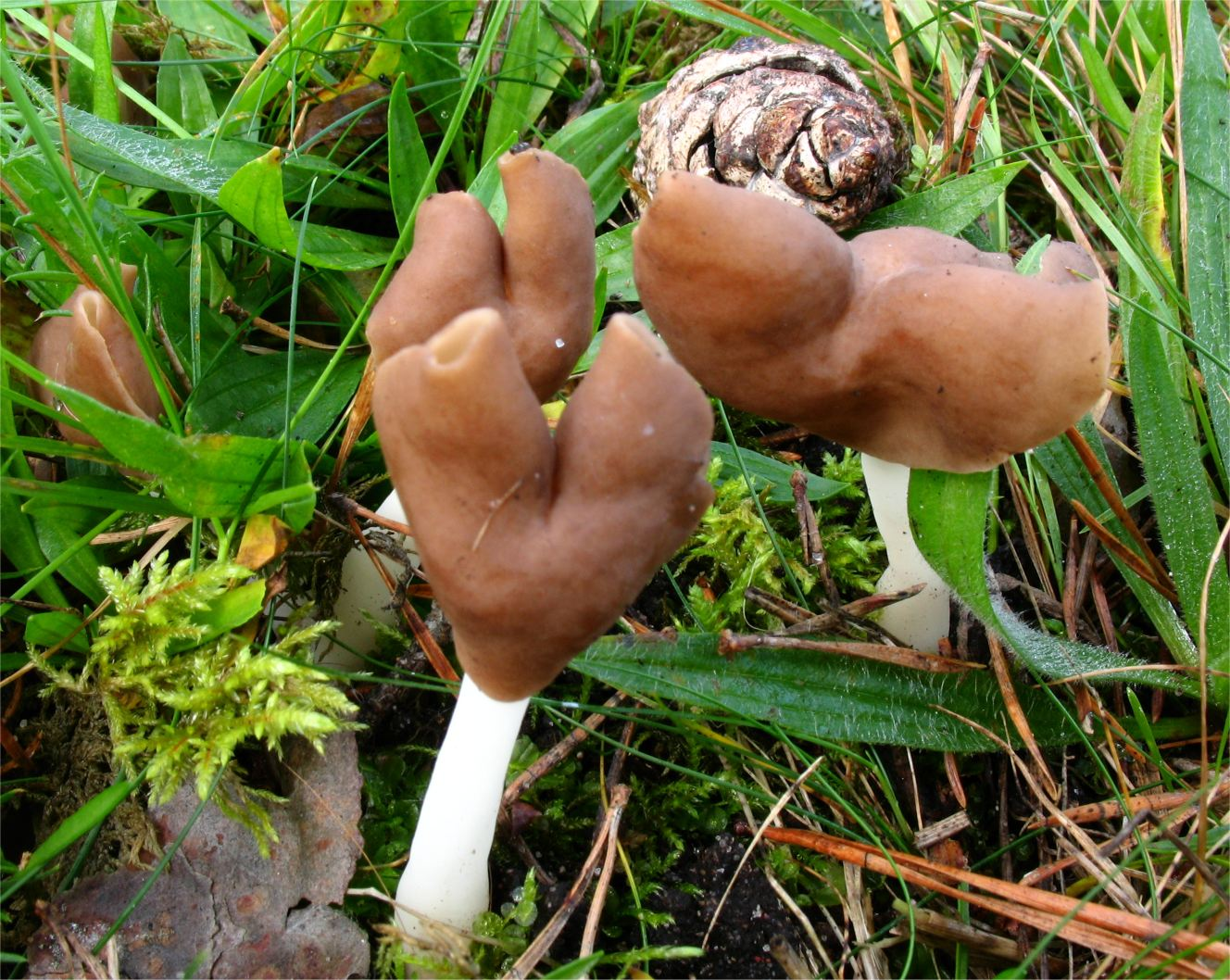
Helvella albella
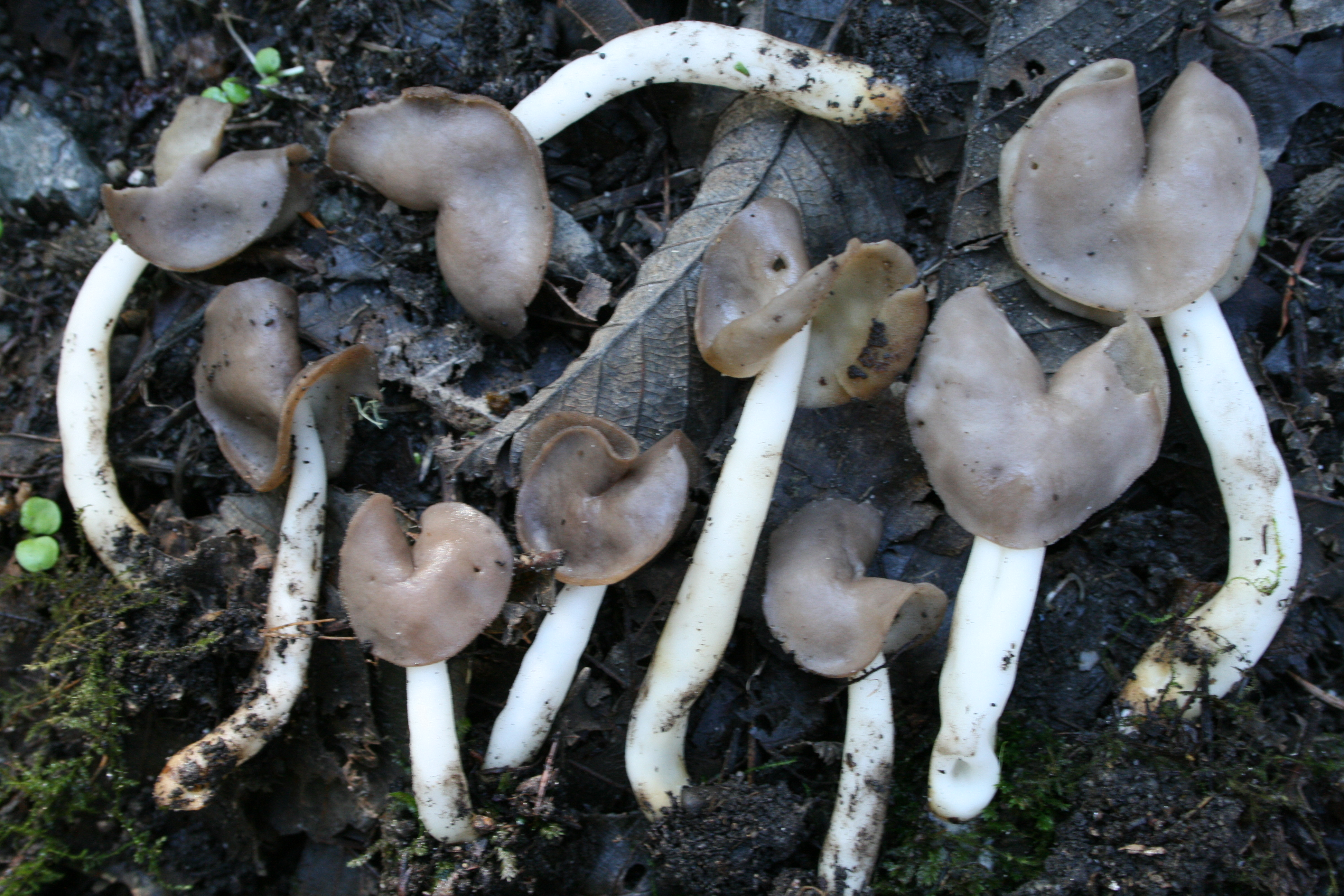
Helvella compressa
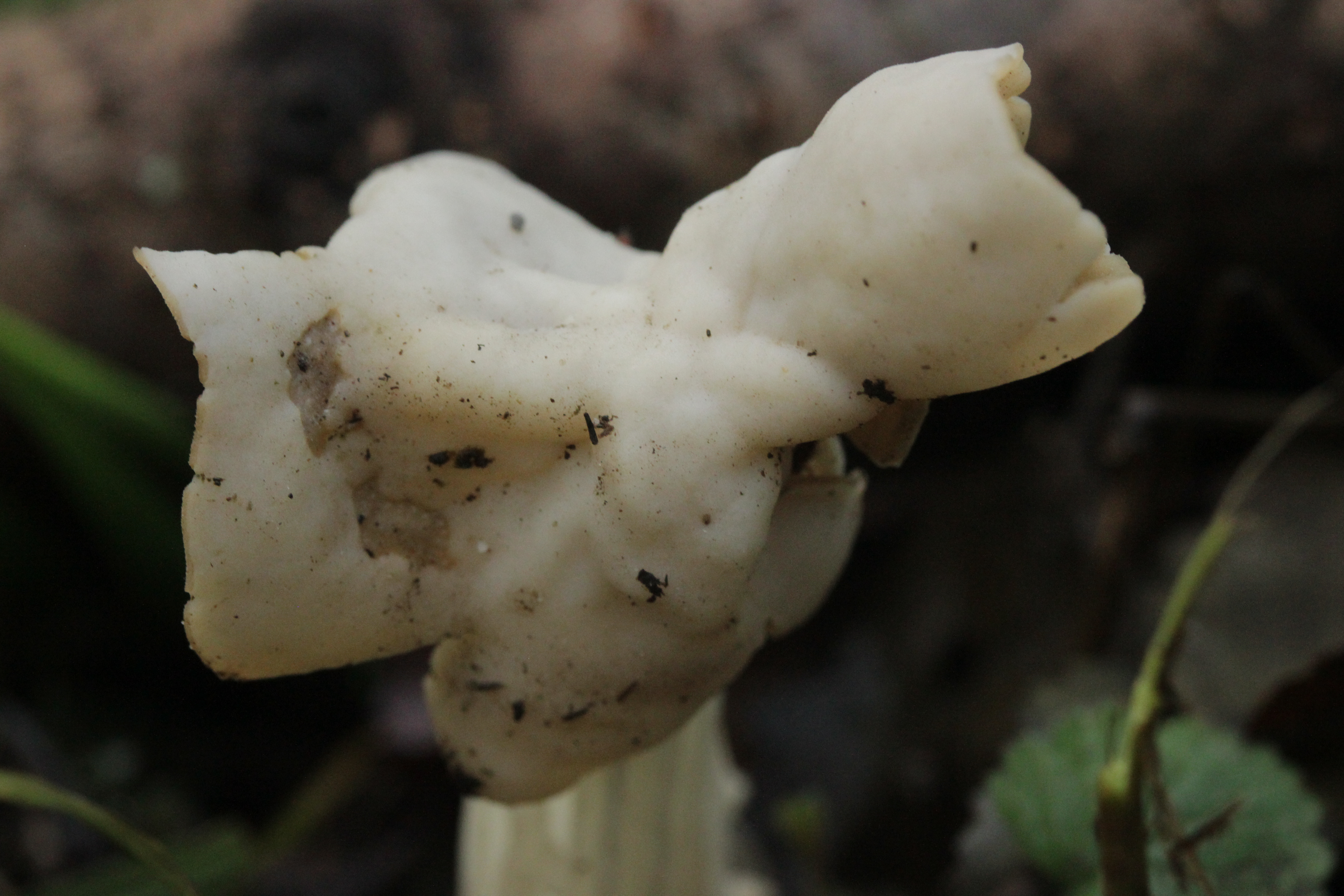
Helvella crispa

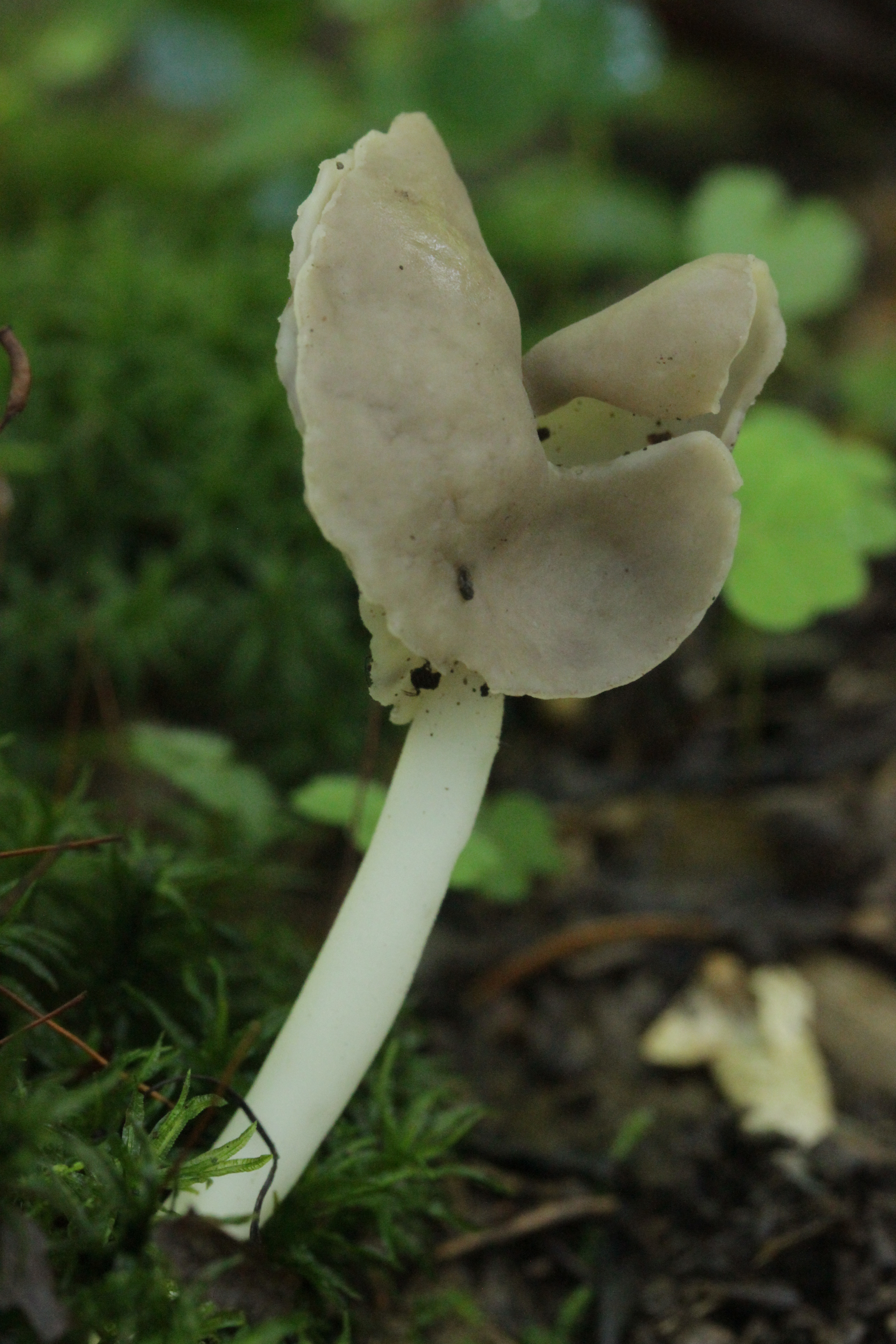
Helvella elastica
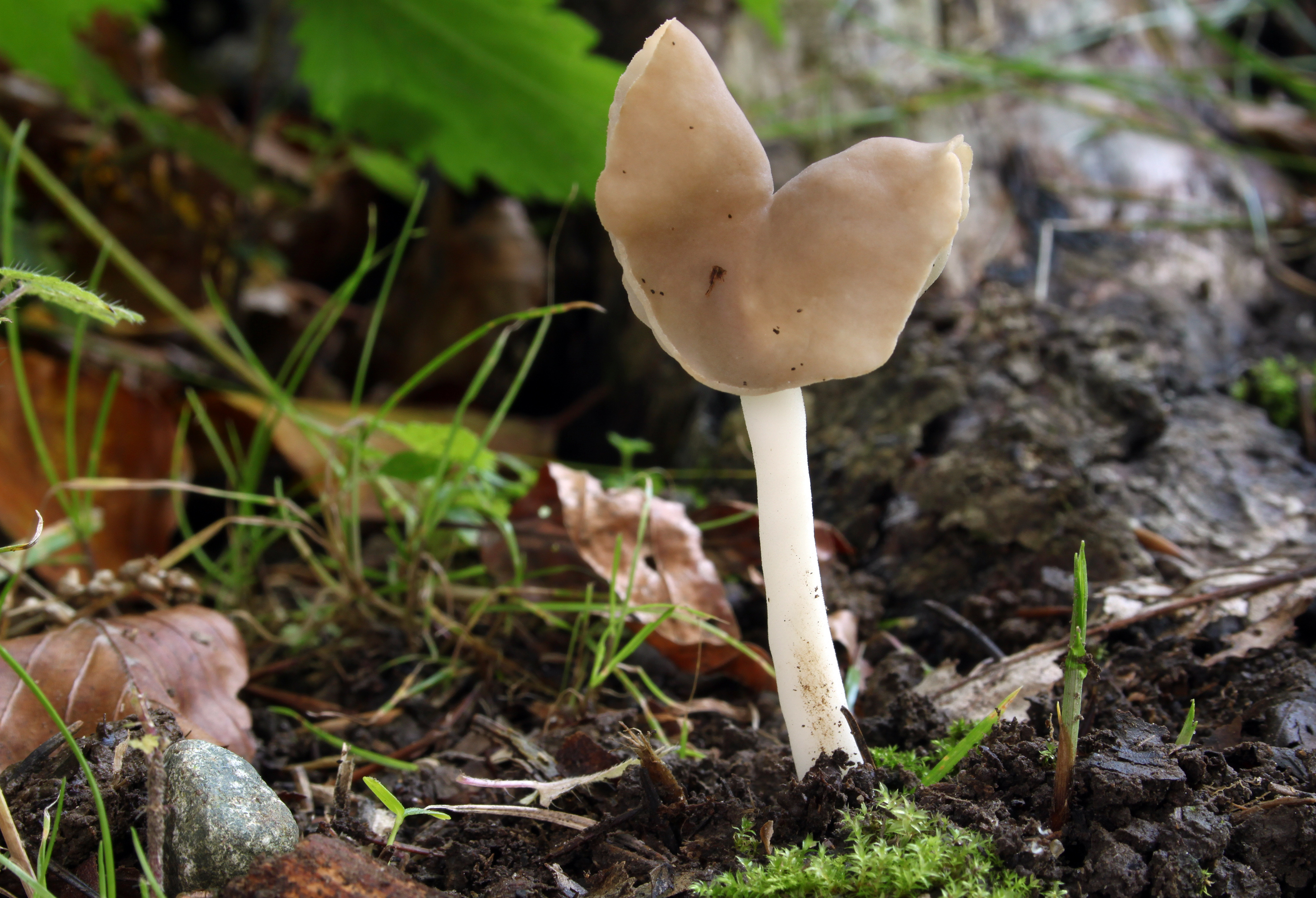
!Helvella ephippium!
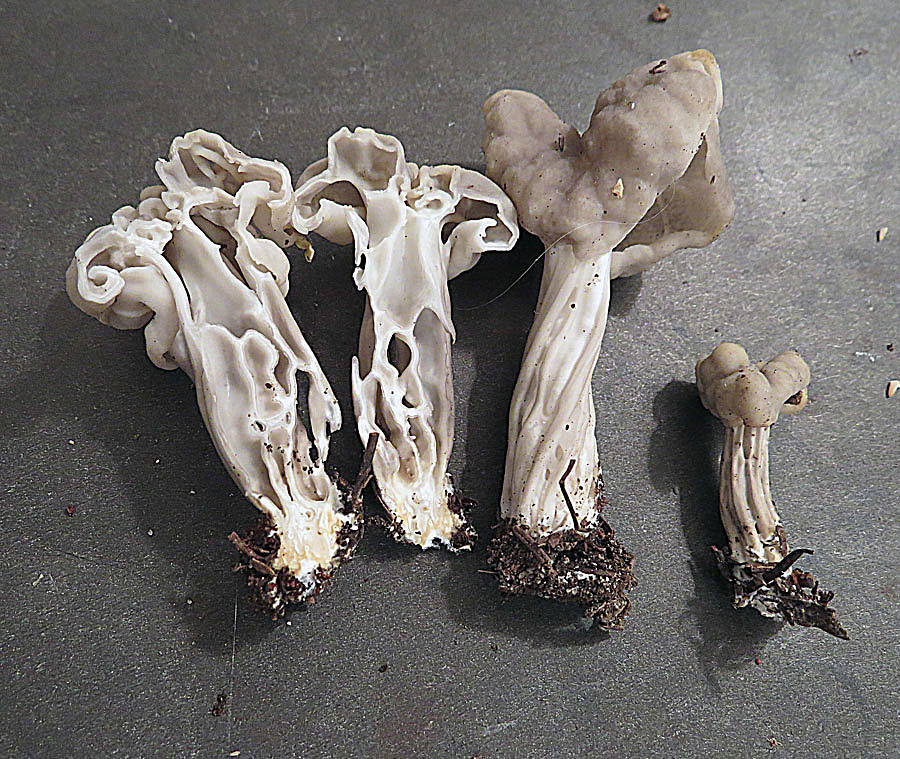
Helvella lactea

## Valorificare
Helvella latispora este crud toxică, pentru că conține și ea ceva giromitrină, dar gătită cel puțin 15-20 de minute comestibilă. Totuși nu se potrivește pentru pregătirea în bucătărie, din cauza mirosului și gustului searbăd precum al cărni subțiri și friabile. După ce specia este destul de rară, se recomandă cruțarea ei, fiind lăsată la loc.

## Bibiliografie
- Bruno Cetto: „I funghi dal vero”, vol. 1-7, Editura Arte Grafiche Saturnia, Trento 1976-1993 (pentru cercetarea în total)
- Alan E. Bessette, ‎Arleen R. Bessette, ‎David W. Fischer: „Mushrooms of Northeastern North America”, Editura University of Texas Press, Austin 1997, ISBN 0-8156-0388-6
- Richard William George Dennis: „The Fungi of Southeast England”, Editura Royal Botanic Gardens, Kew, Londra 1995, ISBN: 978-09476-4380-5
- German Josef Krieglsteiner (ed.), Andreas Gminder: „Verbreitungsatlas der Großpilze Deutschlands (West)“, Editura Ulmer, Stuttgart 1991, ISBN 3-8001-3536-1
- Ewald Gerhard: „Checkliste der Grosspilze von Berlin (West), 1970-1990“, Editura Botanischer Garten und Botanisches Museum Berlin-Dahlem, Berlin 1990, ISBN: 978-3-921800-34-8
- Irmgard Krisai-Greilhuber: „Die Makromyceten im Raum von Wien: Ökologie und Floristik“, Editura IHW-Verlag, Eching 1992, ISBN: 978-3-980-27326-8
- Lise Hansen, ‎ Henning Knudsen: „Nordic Macromycetes”, vol. 1: Ascomycetes, Editura Nordsvamp, Copenhaga 2000, ISBN: 978-8798-39612-3
- Michael Kuo, Andy Methven: „100 Cool Mushrooms”; Editura The University of Michigan Press, Chicago 2010, ISBN: 978-0-472-03417-8
- Johannès Lagarde: „Discomycètes de France”, vol. 1, Editura La Pensée française, Strasbourg 1923
- Meinhard Michael Moser: „Kleine Kryptogamenflora der Pilze – vol. II a.: „Höhere Phycomyceten und Ascomyceten”, Editura Gustav Fischer, Jena 1963
- Smitskaya Maria Fjodorowna: „Flora fungică a Ucrainei: discomicete operculate”, Editura Naukova Dumka, Kiev 1980 (în limba rusă)